# Santena
Santena (pr. [ˈsantena]; Santna in piemontese) è un comune italiano di 10 395 abitanti della città metropolitana di Torino in Piemonte. È famoso per gli asparagi nonché per essere la sede della tomba di Camillo Benso, conte di Cavour.

## Geografia fisica
Santena è un comune di pianura, situato a circa 25 km sud-est di Torino, a pochi chilometri dalla riva destra del fiume Po. Confina a nord con Trofarello, Cambiano e frazione Pessione di Chieri, a ovest con Villastellone, a sud con frazione Fàvari di Poirino.

## Origini del nome
Il toponimo deriva dall'antico nome del rio Sàntina, l'attuale torrente Banna, che divide in due il paese. A sua volta, questo deriverebbe dal nome della tribù pre-romana dei Santones, con varianti di Santula,Sàntana, Sàntinus, che, insieme agli Agamini, abitarono il territorio fino almeno al II secolo.

## Storia
In questo luogo vennero recuperate alcune suppellettili funerarie e alcune monete di rame appartenenti al periodo di Antonino Pio, dimostrando che il territorio santenese era abitato fin dai primi secoli dell'era cristiana. Dopo gli insediamenti dapprima gallici e poi romani, le prime testimonianze di un vero e proprio gruppo rurale risale all'Alto Medioevo. Durante il periodo carolingio e post-carolingio, il villaggio era considerato parte integrante della curtis chierese. Il primo documento risale al 1029, e fu l'atto con cui il marchese e conte di Torino Olderico Manfredi II e suo fratello vescovo di Asti, Alrico, fanno donazione del villaggio, piccolo e povero ai canonici di San Salvatore di Torino. Tale atto fu riconosciuto come valido sia dall'imperatore Enrico III nel 1047, sia da Federico Barbarossa nel 1159.
Tuttavia, i chieresi mal tollerarono che un loro territorio passasse ai santenesi, e fecero quindi appello al Vescovo Milone da Cardano il quale, nel 1184, stabilì l'indipendenza di questi ultimi; ma tale indipendenza non durò molto, perché i canonici santenesi dovettero presto rivendere il villaggio nel 1191 a Pietro Gribaldi, Guido di Mercadillo, i figli di Oberto Merlo, Guido Grasso e Guglielmo Benso, che diventarono a tutti gli effetti condomini di Santena. In pratica Santena rimase ancora un villaggio autonomo, ma nuovamente di proprietà chierese. Nel 1311, Santena passò definitivamente sotto Chieri. Quando quest'ultima, quarant'anni più tardi passò sotto i conti di Savoia, questi ultimi, prestarono fedeltà al vescovo Goffredo Montanari, quindi Santena passò ai guelfi, sotto la dominazione angioina.

Tuttavia, a partire dal XIV secolo, il borgo fu oggetto delle mire espansionistiche del Marchesato del Monferrato: il 22 aprile 1345, presso la fortezza di Gamenario, località tra Trofarello e Cambiano, vi fu uno scontro tra le forze guelfe degli Angiò e quelle ghibelline, facenti capo al marchese Giovanni II del Monferrato, detto il Paleologo, nella quale, quest'ultimo, riportò esaltante vittoria.

Fu soltanto nei decenni successivi che, grazie alle lotte del ramo cadetto dei Principi d'Acaja di casa Savoia, Chieri venne riconquistata. Santena tornò sotto i Podestà, assoggettati alla Chiesa di papa Martino V Colonna. Questi ultimi però, riportavano le tasse soltanto ai Savoia, poiché i veri liberatori del territorio, e facendo così nascere nuovi conflitti con Chieri. A questi problemi si aggiunse anche la peste del XVI secolo, le inondazioni del Banna e del Po, le carestie del 1517-1521, seguite da lunghi periodi di assedio e da violenti saccheggi, il più grave dei quali fu effettuato dall'esercito francese nel 1536, durante il conflitto tra l'imperatore Carlo V d'Asburgo e Francesco I di Francia. La volontà di ampliare i confini da parte di Emanuele Filiberto di Savoia costrinse suo figlio, Carlo Emanuele I, ad una guerra contro i francesi per il possesso del Monferrato (1627). Nonostante l'appoggio degli spagnoli, quando il duca Carlo Emanuele morì nel 1630, il suolo piemontese venne occupato completamente dalle truppe nemiche; il XVII non fu un buon secolo, né per Santena né per i paesi vicini.

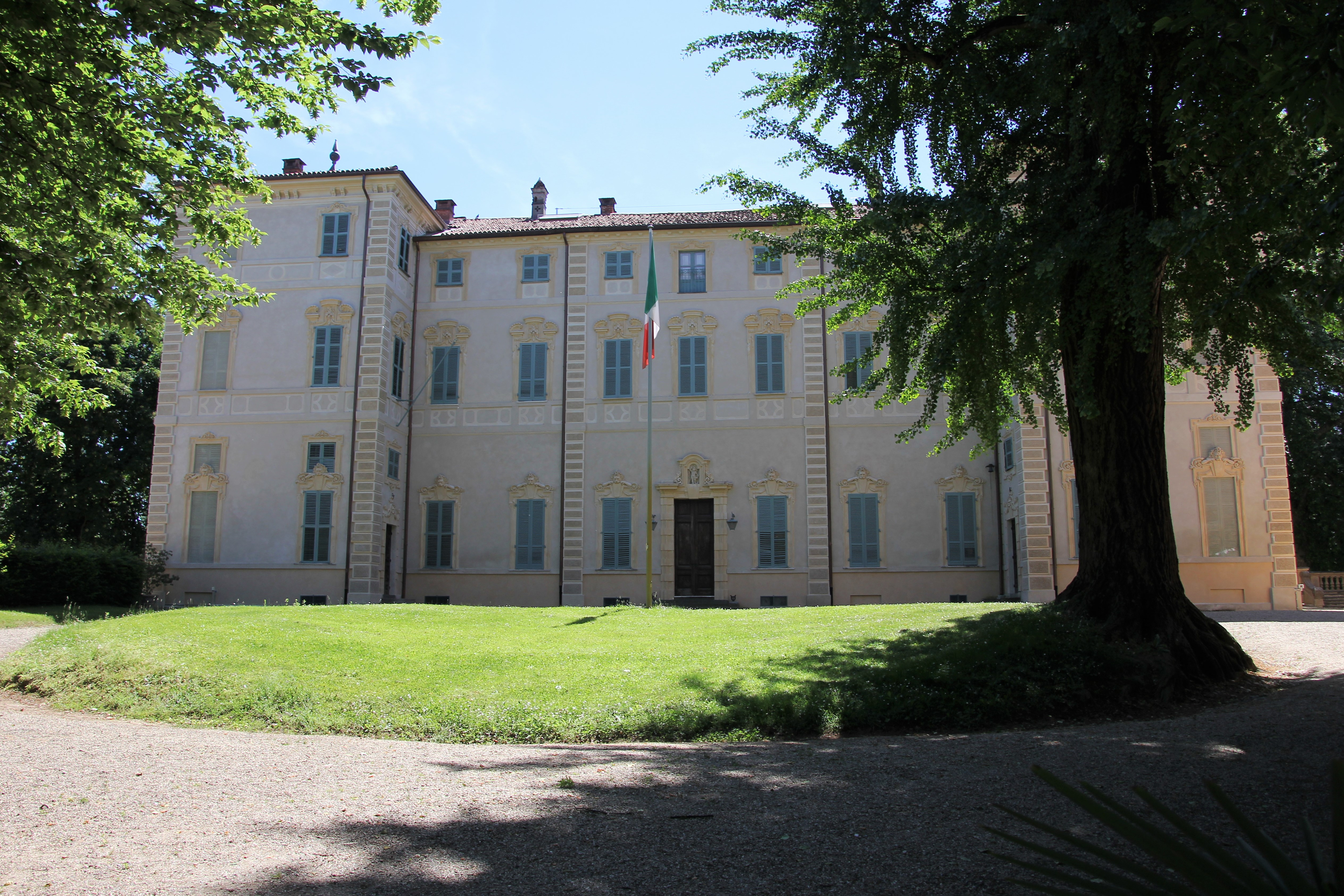
Facciata secondaria di Villa Cavour, in piazza Visconti Venosta

Nel 1728, una sentenza annesse nuovamente Santena sotto Chieri. Il paese poi, subì ingenti danni nel 1809, durante l'occupazione napoleonica, a causa di una drammatica inondazione, che determinò lo studio di un piano regolatore per le opere di arginamento del torrente Banna, e di relativo ampliamento dei suoi alvei
I Benso, facoltosi banchieri chieresi che avevano acquistato la marca di Cavour nel XVII secolo, stabilirono in Santena le loro residenze, dando inizio alla stirpe dei conti di Cavour, da cui ha origine il noto statista risorgimentale, qui sepolto per sua volontà.
Restaurata la monarchia sabauda, i santenesi tentarono una nuova autonomia dalla vicina Chieri; tuttavia, le loro aspirazioni furono soddisfatte soltanto nel 1878, quando, grazie al marchese Compans di Brichanteau, Santena fu eretto a comune autonomo.
Negli anni sessanta del XX secolo Santena fu oggetto di una forte emigrazione degli abitanti di Riace, un comune in provincia di Reggio Calabria.

### Simboli
Lo stemma della Città di Santena è stato concesso con decreto del presidente della Repubblica del 15 novembre 2006.
La prima partizione riprende lo stemma della famiglia Benso. Il castello è, con tutta probabilità, quello del Gamerario, demolito nel 1864, presso il quale il 23 aprile 1345 si svolse la battaglia tra le truppe guelfe e angioine.
Il gonfalone è un drappo partito di azzurro e di bianco.

## Monumenti e luoghi d'interesse

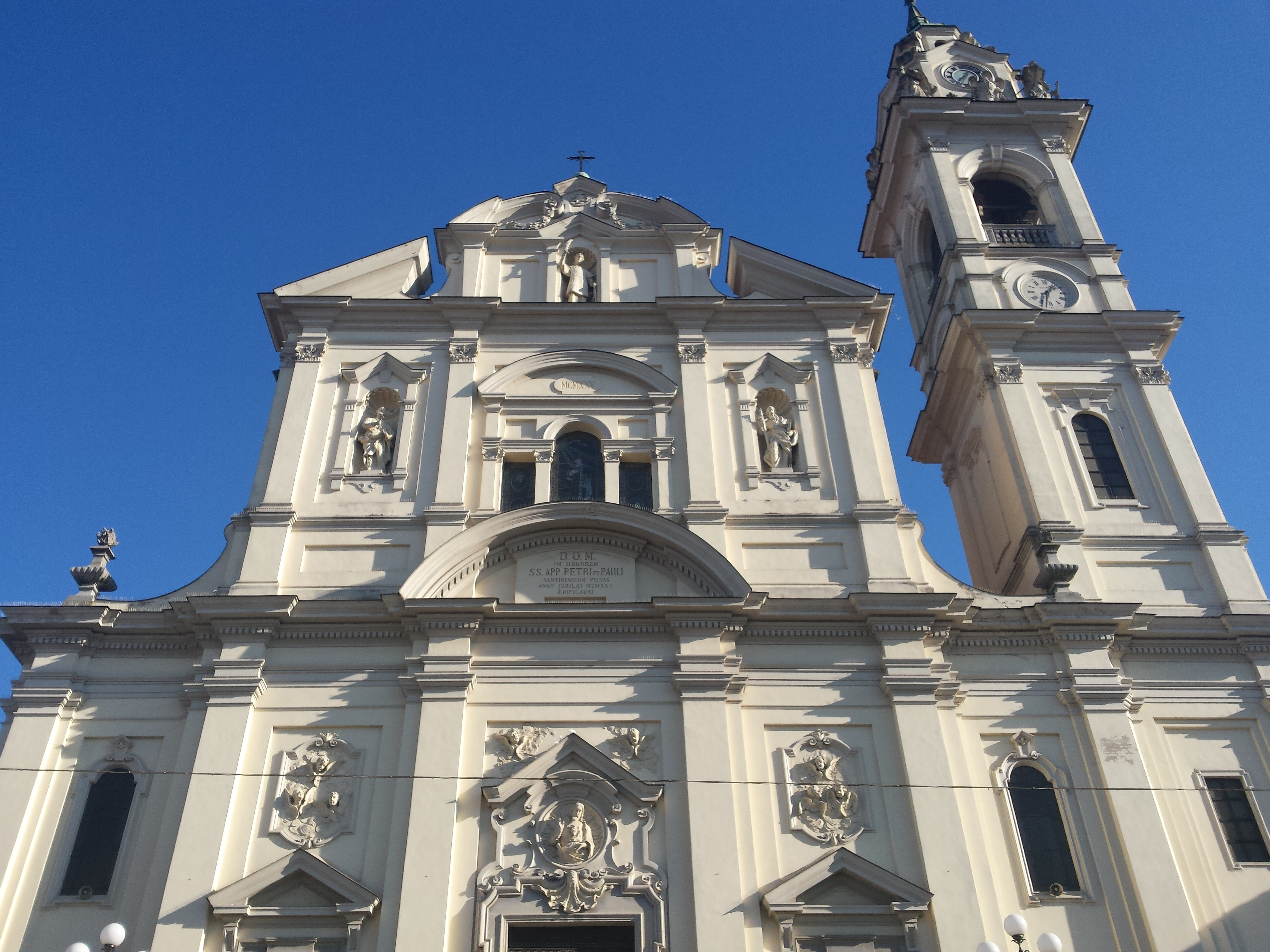
La chiesa dei Santi Apostoli Pietro e Paolo

Il cuore dell'abitato è caratterizzato da due piazze principali: la prima, simmetrica ed elegante, si trova di fronte al Castello Cavour, la seconda, di fronte alla Chiesa parrocchiale dei Santi Apostoli Pietro e Paolo, è dedicata alla memoria del marchese Compans di Brichanteau.
- Chiesa parrocchiale dei Santi Apostoli Pietro e Paolo, risalente al XVIII secolo, ma il cui impianto attuale è in stile neobarocco su progetto dell'architetto Giuseppe Gallo,[9] poi completata da suo figlio Bartolomeo nel settembre 1927.

- Tomba di Camillo Cavour, adiacente la suddetta parrocchiale ma accessibile da piazza Visconti Venosta, sulla quale si affaccia anche Villa Cavour. Il celebre statista fu sepolto qui per sua volontà, accanto all'amato nipotino Augusto, morto giovane eroe nella battaglia di Goito; la cripta fu dichiarata monumento nazionale nel 1911
- Castello Cavour di Santena, uno dei castelli più importanti del Piemonte, costituisce un vero e proprio museo della famiglia del noto statista, ricco di memorie storiche, arredi, biblioteca e archivi

- Castello di San Salvà, verso Poirino. Deriva dal nome dei canonici del Santo Salvatore di Torino, i quali ebbero il dominio su Santena tra il 1029 ed il 1191. Il castello, a pianta quadrata, si eleva su un'altura ed è adornato da tre piccole torri e da una più grande porta a nord-est incoronata a bertesca, con ballatoio e merli. Su di esso è incastonato un orologio, mentre un grande scalone all'interno porta agli appartamenti con una galleria degli antenati di famiglia e con una preziosa biblioteca
- Ruderi del Castello di Ponticelli, lungo la statale Torino-Asti verso località Fontaneto: si tratta di una piccola torre a pianta circolare, oggi inglobata in una cascina. La tradizione indica tale castello come dimora estiva del ramo cadetto degli stessi marchesi Benso, divenuti in seguito conti di Cavour. In esso fecero testamento Manfrino Benso nel 1351 e Manfredo nel 1362. L'antica chiesa di Ponticelli viene anche nominata in una bolla di papa Alessandro III del 1176
- Frazione Trinità, verso Villastellone. Il nome della località deriverebbe da quello di una graziosa cappella dedicata alla Santissima Trinità, risalente al XVII secolo

## Immagini storiche

Coscritti di Santena del 1880
Matteo Cavaglià, responsabile dell'impresa edile che edificò la chiesa parrocchiale di Santena, con la famiglia
Chiesa parrocchiale di Santena in una foto degli anni '40

## Infrastrutture e trasporti
La stazione ferroviaria Cambiano-Santena, situata lungo la linea Torino-Genova, si trova a circa 2 km dal centro, vicina anche a Cambiano. Vi sostano i treni regionali, con frequenza di uno ogni ora in entrambe le direzioni nelle ore di punta dei giorni feriali. Nella frazione Tetti Giro era presente la stazione di Santena-Tetti Giro, dismessa nel 2003. Santena è raggiungibile da Torino, oltre che col treno, anche con le linee 45 e 45/, gestite dal GTT.

## Società

### Evoluzione demografica
Negli ultimi sessant'anni, a partire dal 1961, la popolazione residente è aumentata del 150 % .
Abitanti censiti

## Cultura

### Biblioteca
A Santena è presente la biblioteca civica E. Marioni. Nata nel 1976, ha spesso cambiato sede ed è rimasta fortemente colpita dall'alluvione nel 1994. Dal 2017 ha sede nel Palazzo Visconti Venosta, nei pressi del Castello e del parco Cavour.

### Economia e ricorrenze
- 10 agosto: festa di San Lorenzo, patrono della città
- 26 settembre: Festa di San Cosma e San Damiano: festa esportata dalla comunità immigrata di Riace (RC)
- A metà maggio, la sagra degli asparagi, fiera nata nel 1933. La rivoluzione industriale del XIX secolo non ha prodotto mutamenti dell'economia di questa città, che ancora a fine Ottocento fondava la sua ricchezza sulla produzione agricola. Oggi, i santenesi coltivano pesche e, soprattutto, una particolare qualità di asparagi rinomata in tutta Italia

## Amministrazione

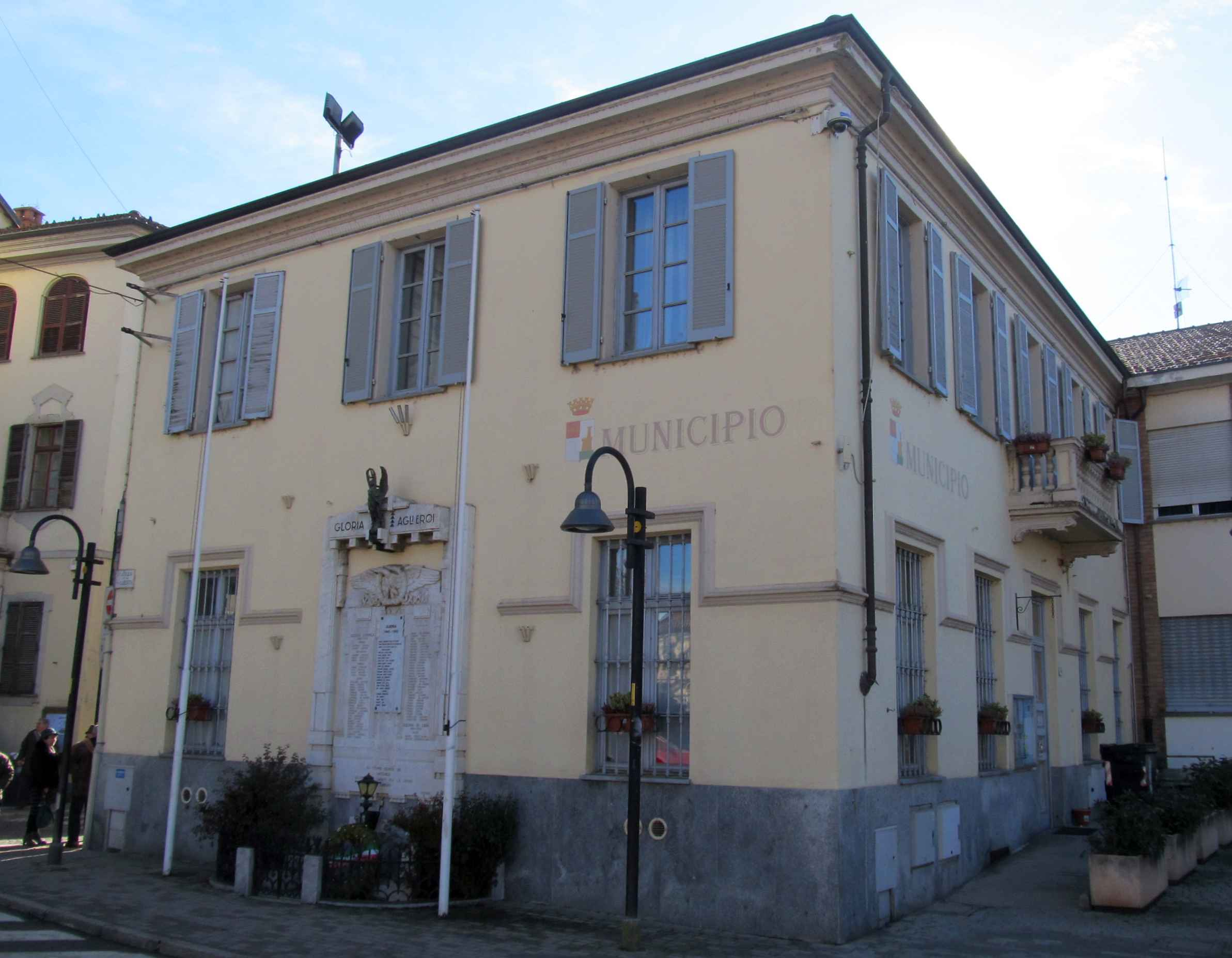
Il municipio

| Periodo | Periodo   | Primo cittadino   | Partito                   | Carica                  | Note |
| ------- | --------- | ----------------- | ------------------------- | ----------------------- | ---- |
| 1975    | 1980      | Ezio Ollino       | Democrazia Cristiana      | sindaco                 |      |
| 1980    | 1981      | Giuseppe Griva    | -                         | sindaco                 |      |
| 1981    | 1982      | Ezio Ollino       | Democrazia Cristiana-PSDI | sindaco                 |      |
| 1986    | 1990      | Antonio Viglietti | PSI                       | sindaco                 |      |
| 1990    | 1993      | Francesco Cima    | Democrazia Cristiana      | sindaco                 |      |
| 1993    | 1994      | Fulvio Gaffodio   | -                         | commissario prefettizio |      |
| 1994    | 2002      | Benedetto Nicotra | Forza Italia              | sindaco                 |      |
| 2002    | 2007      | Giovanni Ghio     | centrodestra              | sindaco                 |      |
| 2007    | 2011      | Benedetto Nicotra | lista civica              | sindaco                 |      |
| 2011    | 2012      | Giuseppe Zarcone  | -                         | commissario prefettizio |      |
| 2012    | 2022      | Ugo Baldi         | lista civica              | sindaco                 |      |
| 2022    | in carica | Roberto Ghio      | lista civica              | sindaco                 |      |

### Gemellaggi
- Plombières-les-Bains
- Riace

## Sport
La squadra di calcio locale è il A.S.D. San Luigi Santena, militante in Seconda categoria. La compagine giallo-viola gioca le sue gare casalinghe alla "Tesio Baldassarre Arena", teatro anche della manifestazione sportiva Asparagocap che ogni anno vede sfidarsi in una partita di calcio gli abitanti del Borgo Tetti Giro contro il resto della città.
Altra eccellenza santenese ricopre il volley femminile con il San Luigi Santena e il Santena 95,  militanti in Prima Divisione e Serie D